# Szczaw gajowy
Szczaw gajowy (Rumex sanguineus L.) – gatunek rośliny należący do rodziny rdestowatych. Występuje dziko w Azji (Iran i Kaukaz) oraz na większości obszaru Europy. W Polsce rozpowszechniony.

## Morfologia

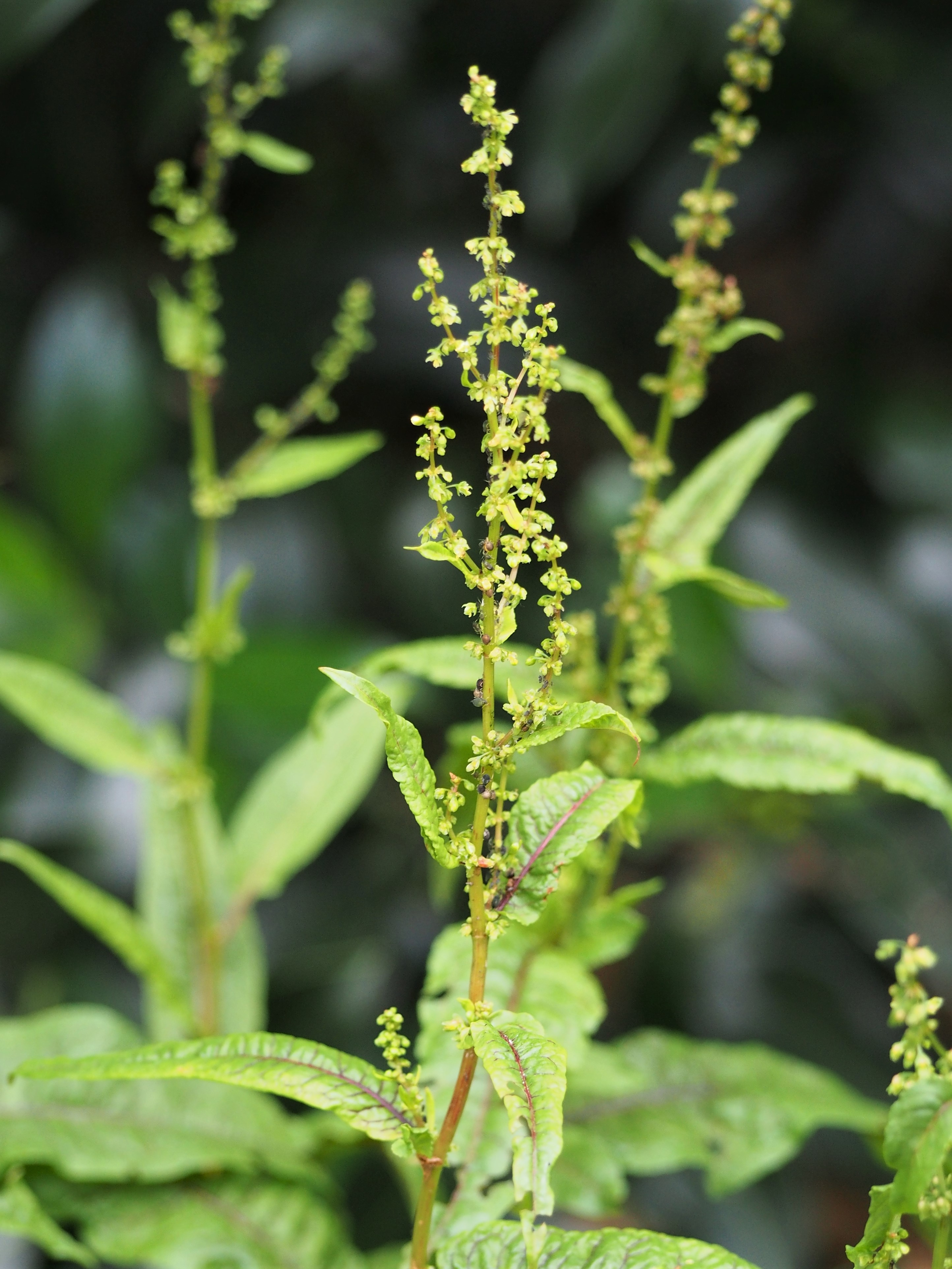
Kwiatostan

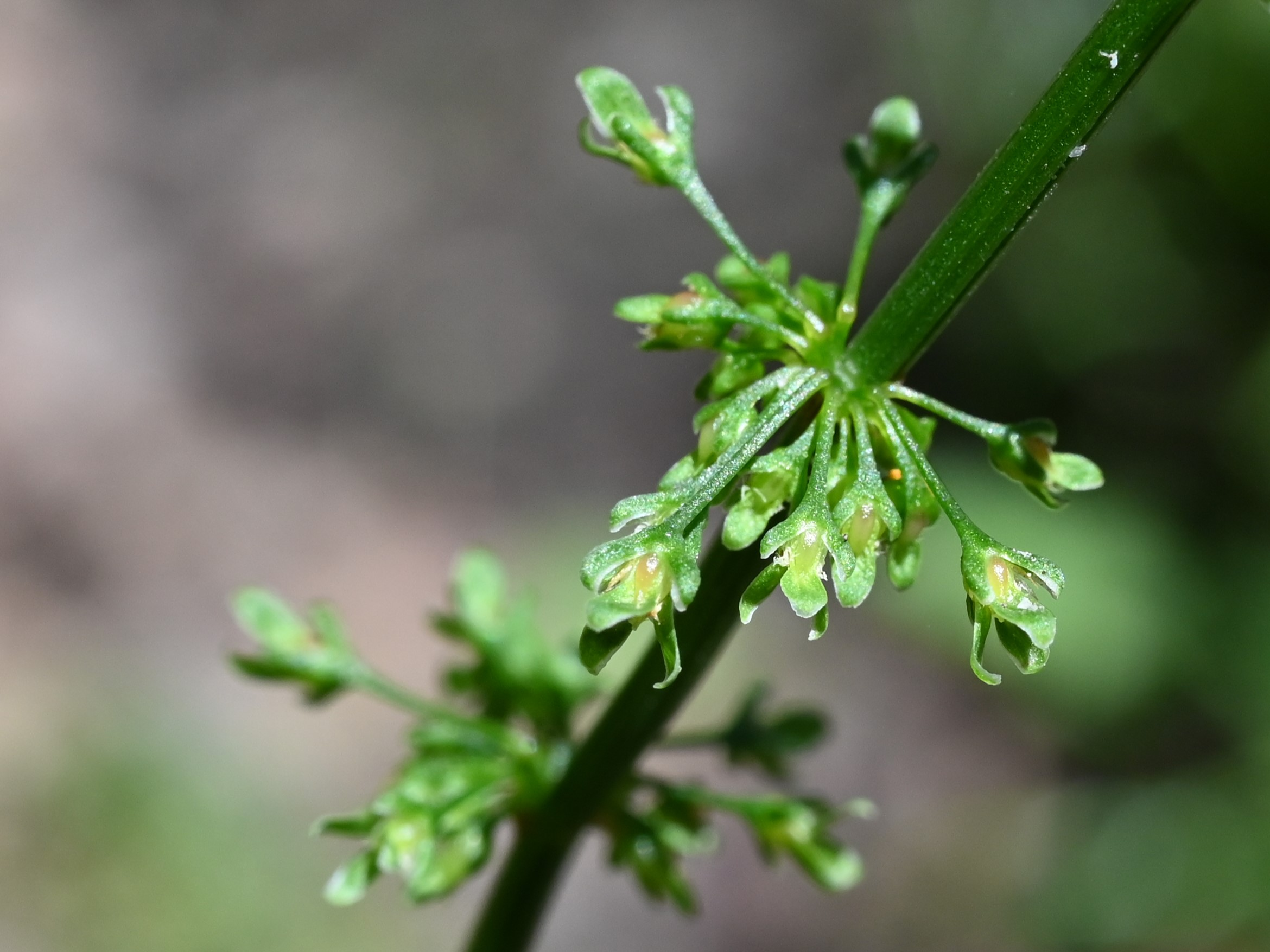
Kwiaty

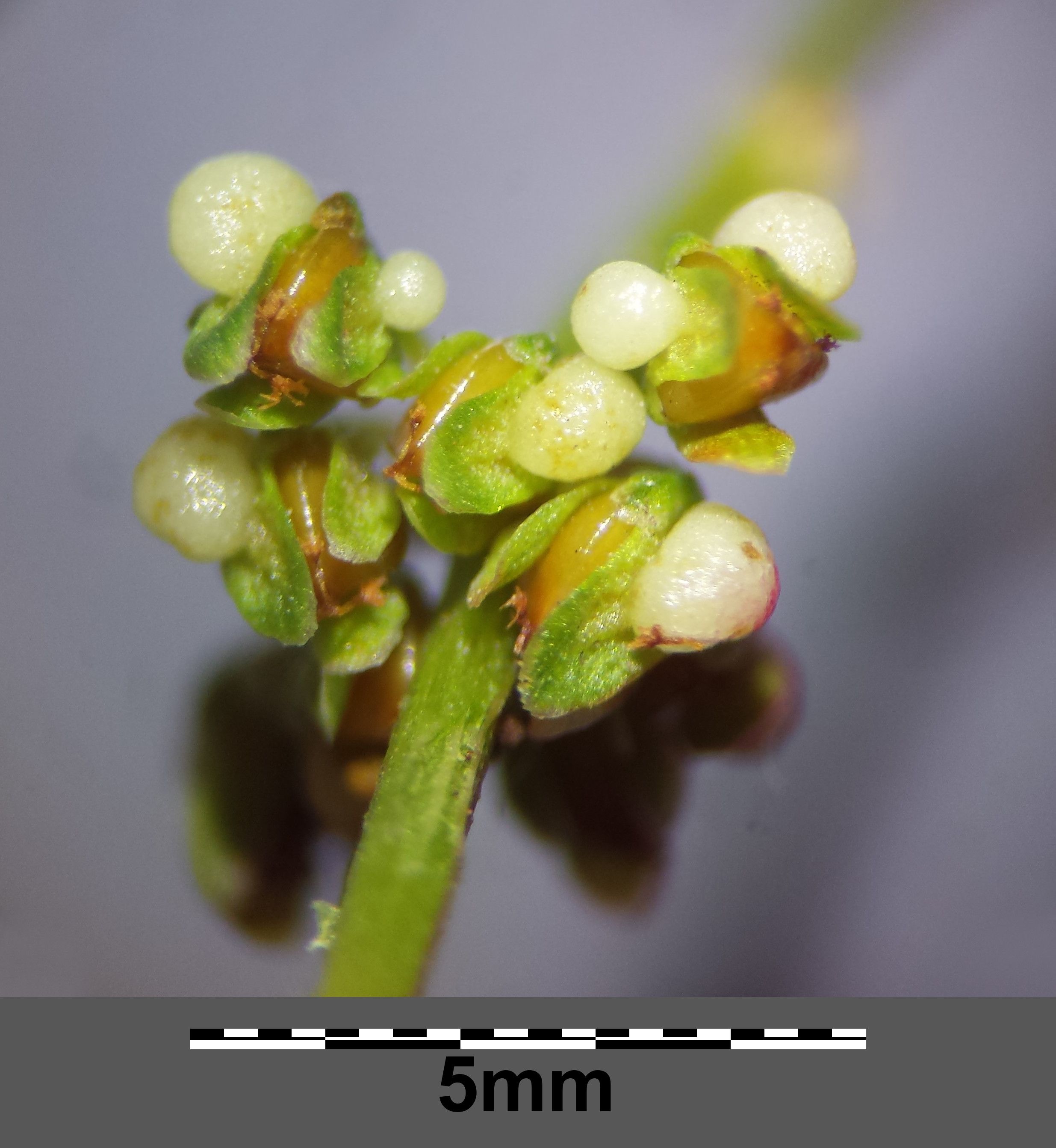
Dojrzewające owoce

PokrójRoślina kępiasta, z przyziemną rozetą liści osiągająca wysokość od 30 do 35 cm. Podczas owocowania cała roślina przebarwia się na czerwono.
ŁodygaW czasie kwitnienia, osiąga wysokość od 50 do 75 cm, ulistniona skrętolegle.
LiścieOdziomkowe duże, długoogonkowe, koloru zielonego w okresie owocowania przebarwiają się na bordowo. Blaszka liściowa, całobrzega owalnie lancetowata, z sercowatą nasadą, użyłkowana pierzasto z silnym nerwem głównym. Żyłki nerwowe w kolorze karminowym, które w stronę brzegu liścia łagodnie przechodzą w kolor liścia. Liście łodygowe drobne, strzałkowate, siedzące zmniejszające się w stronę szczytu łodygi kwiatowej, ułożone skrętoległe.
KwiatyDrobne, zebrane w wiechę, ulistnioną co najwyżej do połowy.
OwoceGraniaste orzeszki.

## Biologia i ekologia
Bylina. hemikryptofit. Kwitnie od lipca do sierpnia. Nasiona rozsiewane przez wiatr. Występuje w wilgotnych lasach liściastych, zaroślach i na cienistych przydrożach. Gatunek mrozoodporny, znosi temperatury do -20° C. Rośnie na niezbyt suchej glebie, lubi stanowiska półcieniste, wilgotne. Gatunek charakterystyczny dla zespołu roślinności podgórski łęg jesionowy (Carici remotae-Fraxinetum). Podstawowa roślina żywicielska dla motyla czerwończyka nieparka.

## Zmienność
Tworzy mieszańce z Rumex aquaticus, R. conglomeratus, R. crispus, R. maritimus, R. obtusifolius. 

## Zastosowanie
- Roślina jadalna: liście zawierające kwas szczawiowy są jadalne i używane w kuchni do przyrządzania zup i sałatek.
- Roślina ozdobna: uprawiana w ogrodach i na rabatach.